# Michałowo (gmina Cejkinie)
Michałowo (lit. Mikalavėlis) – wieś na Litwie, w okręgu uciańskim, w rejonie ignalińskim, w gminie Cejkinie.
Dawniej używana nazwa – Michałowo Ryzguńskie

## Historia
W czasach zaborów wieś w gminie Daugieliszki, w powiecie święciańskim, w guberni wileńskiej Imperium Rosyjskiego. W 1905 roku liczyła 58 mieszkańców, 120 dziesięcin.
W dwudziestoleciu międzywojennym futor leżał w Polsce, w województwie wileńskim, w powiecie święciańskim, w gminie Daugieliszki.
W 1931 w 8 domach zamieszkiwało 51 osób.
Miejscowość należała do parafii rzymskokatolickiej w Daugieliszkach. Podlegała pod Sąd Grodzki w Święcianach i Okręgowy w Wilnie; właściwy urząd pocztowy mieścił się w Daugieliszkach.